# Сім каменів
Сім каменів (біл. Сем камянёў) — фентезійний роман білоруського письменника Олексія Шеїна. Твір побачив світ 2015 року у видавництві «Позитив-центр». Станом на 2017 рік книга перекладена російською та чеською мовами.

## Сюжет
Головний персонаж книги, хлопець на ім'я Ясь, опинився у дивокраї Еферія. Щоб врятувати життя своїй подрузі, він мусить розгадати загадку кристалів, таємниця яких захована у віках. Про прихід героя, яким стане сам Ясь, говориться у стародавніх літописах, які нарікають його «Достойним». Лише він один зможе розкрити таємницю Семи Каменів..
У чарівній країні Еферії, Ясю доводиться змагатися за життя своєї невиліковно хворої подруги Мірки. Випадково почувши, що у цьому краї колись знаходилося джерело з живою водою, хлопець вирушає на його пошуки. Але щоб відшукати потрібне йому джерело, Ясю спочатку потрібно знайти сім каменів, які зрештою й підкажуть йому правильну дорогу.
Сама ж країна знаходиться під гнітом самозванця, який узурпував владу і несправедливо керує народом. Тому паралельно головний персонаж бореться й за повернення свободи для країни Еферії..

## Сприйняття
Білоруська літературна критикиня Ганна Янкута так висловилася щодо книги:«Цей роман про дива, які, хоч і відбуваються в чарівному світі, покликані підкреслити, що у дивах немає нічого надзвичайного. А ще — про пригоди, пережити які таємно марить чи не кожний захоплений читач. Підозрюю, що це не залежить від віку».
Журналістка та один із авторів Velvet.by Ганна Севяринець сказала, що "Роман — вельми цікавий. Недосвідчений читач знайде у ньому особливий світ, захопливий сюжет та цікавих персонажів, досвідчений же — виявить глибоке християнське підґрунтя. Сім частин роману, сім чарівних каменів, сім днів створення світу, персонажі, в яких так раптово відгадуються персонажі, відомі нам із зовсім інших історій... На мою думку, у білоруській літературі нічого схожого досі ще не було. Зовсім. А ось з'являється..

## Нагороди
- 2016 — номінація на літературну премію Тітки (засновники премії — Беларуский ПЕН-центр], фонд «Повернення», Союз білоруських письменників) у категорії «Найкраща книга для дітей та підлітків»;[4]
- 2016 — номінація на Літературну премію імені Єжи Ґедройца;
- 2016 — номінація на літературну премію «Книга року»;
- 2017 — лауреат міжнародної премії Європейського товариства наукової фантастики (англ. European Science Fiction Society) за найкращий літературний дебют.